# گمشده و شوریده
گمشده و شوریده (به انگلیسی: Lost and Delirious) فیلمی محصول سال ۲۰۰۱ و به کارگردانی لئا پول است. در این فیلم بازیگرانی همچون پایپر پرابو، جسیکا پره، میشا بارتون، جکی باروز، میمی کیزیک، گراهام گرین، امیلی ونکمپ، کارولین داویرناس، لوک کیربی ایفای نقش کرده‌اند.